# Ganongabrilvogel

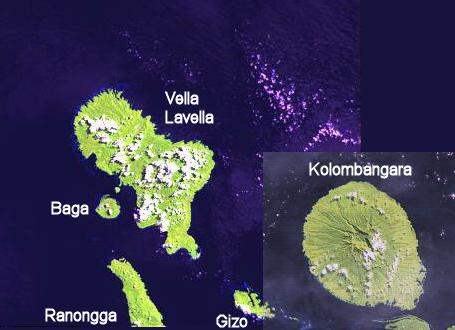
Onderaan: de eilanden Gizo en Ranongga van de Salomonseilanden

De ganongabrilvogel (Zosterops splendidus) is een zangvogel uit de familie Zosteropidae (brilvogels). De vogel werd op 24 oktober 1927 tijdens een Amerikaanse wetenschappelijke expeditie verzameld op het eiland Ganonga (huidige schrijfwijze: Ranongga) in de provincie Western van de Salomonseilanden en in 1929 door Ernst Hartert geldig beschreven. Het is een kwetsbare, endemische vogelsoort.

## Kenmerken
De vogel is 11,5 tot 12 cm lang. Het is een brilvogel met een redelijk brede witte ring rond het oog, die ring wordt onderbroken door een zwarte vlek aan de voorkant die doorloopt tot de snavel. De vogel is verder op de kop vrij donker olijfgroen en de vleugels zijn donkerbruin. Van onder is de vogel egaal goudkleurig geel. De vogel lijkt op de gizobrilvogel (Z. luteirostris) maar heeft een langere staart en een donkere (in plaats van gele) snavel en is helder geel van onder.

## Verspreiding en leefgebied
Deze soort is komt alleen voor op het eiland Ranongga. Het leefgebied bestaat uit de randen en de ondergroei van natuurlijk, tropisch bos, maar ook in secundair bos, mits daar wat oude bomen en oorspronkelijke resten bos aanwezig zijn.

## Status
De ganongabrilvoge heeft een beperkt verspreidingsgebied en daardoor is de kans op uitsterven aanwezig. De grootte van de populatie werd in 2016 door BirdLife International geschat op 2,5 tot 10 duizend individuen. In delen van het leefgebied wordt natuurlijk bos omgezet in gebied voor zelfvoorzieningslandbouw. Om deze redenen staat deze soort als kwetsbaar op de Rode Lijst van de IUCN.